# 丸三証券
丸三証券株式会社（まるさんしょうけん、英文名称：Marusan Securities Co., Ltd.）は、日本の中堅証券会社の一つである。日本生命と親密。藍澤證券、岩井コスモ証券、水戸証券、東洋証券、いちよし証券、極東証券と並ぶ、中堅証券会社に位置づけられる。

## 概要
1909年（明治42年）12月東京兜町で、それぞれ証券会社を営んでいた親友三人が各一万円ずつ出しあって新たな証券会社をスタートさせ、社名は資本金が三万円だったことにちなみ「丸三商店」とした。出資者、経営者も三人ずつだったことで「三」には縁の深いものがあった。
設立の翌年から名称は、代表者の名前をとって「多田岩吉商店」に。その後「吉田政四郎商店」「長尾秀一商店」と変更されるも、屋号は丸三、店章は丸印の中に同じ長さの三本線が描かれたデザインが踏襲された。また、昭和31年から本格的な大学卒業者の採用を開始。同時に社章を作成。株主、経営者、社員の三者が一体だという意識を表す意味から「三重まる」とした。

## 沿革
- 1910年（明治43年） - 創業。
- 1944年（昭和19年） - 入サ証券株式会社を買収し、現社名に変更。
- 1949年（昭和24年） - 調査誌「丸三レポート」を創刊。
- 1986年（昭和61年） - 東京証券取引所・大阪証券取引所各2部上場。
- 1986年（昭和61年） - ロンドンに現法　丸三ヨーロッパを設立（清算）。
- 1988年（昭和63年） - 東京証券取引所・大阪証券取引所各1部上場。
- 1990年（平成 2年） - 新パソコン投資情報システム「スーパーマックス」サービス開始。
- 1997年（平成 9年） - オンライントレードサービス開始。
- 2000年（平成12年） - オンライントレードサービスネームを「マルサントレード」に変更　ロゴマーク、キャラクター「まるさん」を採用。
- 2013年（平成25年） - 二子玉川支店を新設。日本橋地区再開発工事に伴い本店を日本橋から麹町へ移転[3]。
- 2014年（平成26年） - 東京都練馬区に大泉学園営業所（3月）、横浜市港北区に日吉営業所（4月）を新設。
- 2014年（平成26年） - 子会社である丸三ファイナンス株式会社が、同じく子会社である丸三土地建物株式会社を吸収合併。

## 関連会社
- 丸三ファイナンス株式会社

- 丸三エンジニアリング株式会社

## 本・支店[4]
【東京】
- 本店営業部（東京都千代田区）
- 新宿支店（東京都渋谷区）

- 池袋支店（東京都豊島区）
- 大泉学園営業所（東京都練馬区）

- 日本橋支店（東京都中央区）

- 二子玉川支店（東京都世田谷区）

【関東】
- 横浜支店（神奈川県横浜市中区）

- 日吉営業所（神奈川県横浜市港北区）

- 千葉支店（千葉県千葉市中央区）

- 野田支店（千葉県野田市）
- 秩父支店（埼玉県秩父市）

- 伊勢崎支店（群馬県伊勢崎市）

- 館林支店（群馬県館林市）
- 太田支店（群馬県太田市）
- 日光支店（栃木県日光市）

- 沼田支店（群馬県沼田市）

【東北】
- 会津支店（福島県会津若松市）

【北陸】
- 新潟支店（新潟県新潟市中央区）

- 上越支店（新潟県上越市）

【中部】
- 名古屋支店（愛知県名古屋市中区）

- 一宮支店（愛知県一宮市）

【関西】
- 京都支店（京都府京都市下京区）

- 大阪支店（大阪府大阪市中央区）

- 川西支店（兵庫県川西市）

【中国】
- 岡山支店（岡山県岡山市北区）

- 広島支店（広島県広島市中区）

- 呉支店（広島県呉市）

【九州】
- 福岡支店（福岡県福岡市中央区）

- 北九州支店（福岡県北九州市小倉北区）

## 不祥事・事件・トラブル

### 同社社員による顧客情報の漏洩
同証券大阪支店の20歳代の女性社員が、キャピタルパートナーズ証券大阪支店に転職し勤務していたかつての上司らに対し、自らの顧客の個人情報を多数漏洩していたとして、2009年（平成21年）9月1日に逮捕された。この女子社員は、キャピタル・パートナーズ証券への転職を考えており、その際に、その元上司から、売上の3割をもらう条件で、顧客の紹介を依頼された模様。同証券は同年1月に、この女性社員を懲戒解雇とし、大阪府警に告訴していた。

## CM
1980年代後半から1990年代にかけて自然をテーマにしたTVCMを放送していた。（テレビ東京系列のビジネスマンNEWSのスポンサーでもあったため）
2000年代初め、オンライントレードサービスネームの「マルサントレード」変更に伴い、TVCMをはじめとする、各種広告媒体での「マルサントレード」知名度アップ作戦を展開。高嶋政伸を起用し「まるさんは、オンライン上にいる。編」「まるさんはiモードにもいる。編」等シリーズ化され放送された。

## マルサントレードキャラクター まるさん
丸三証券が提供するオンライントレードサービス"マルサントレード"のキャラクター。
まるさん　のプロフィール
【年齢】
34歳
【職業】
会社員　新聞社デイリー新聞に勤務
【性格】
妻と小さな子供ひとりの3人家族
極めて平凡な生活を送るまじめ一筋の堅物な人物
が、しかし。
【特技】
隠れた実態はオンライントレードの達人
そのことを嗅ぎ付けた丸三証券は、彼と特別な契約を結び、
「マルサントレード」のシステムの仕掛け人となる。
そのホームページ上にはまるさん自らがキャラクターになって登場している。

## ギャラリー

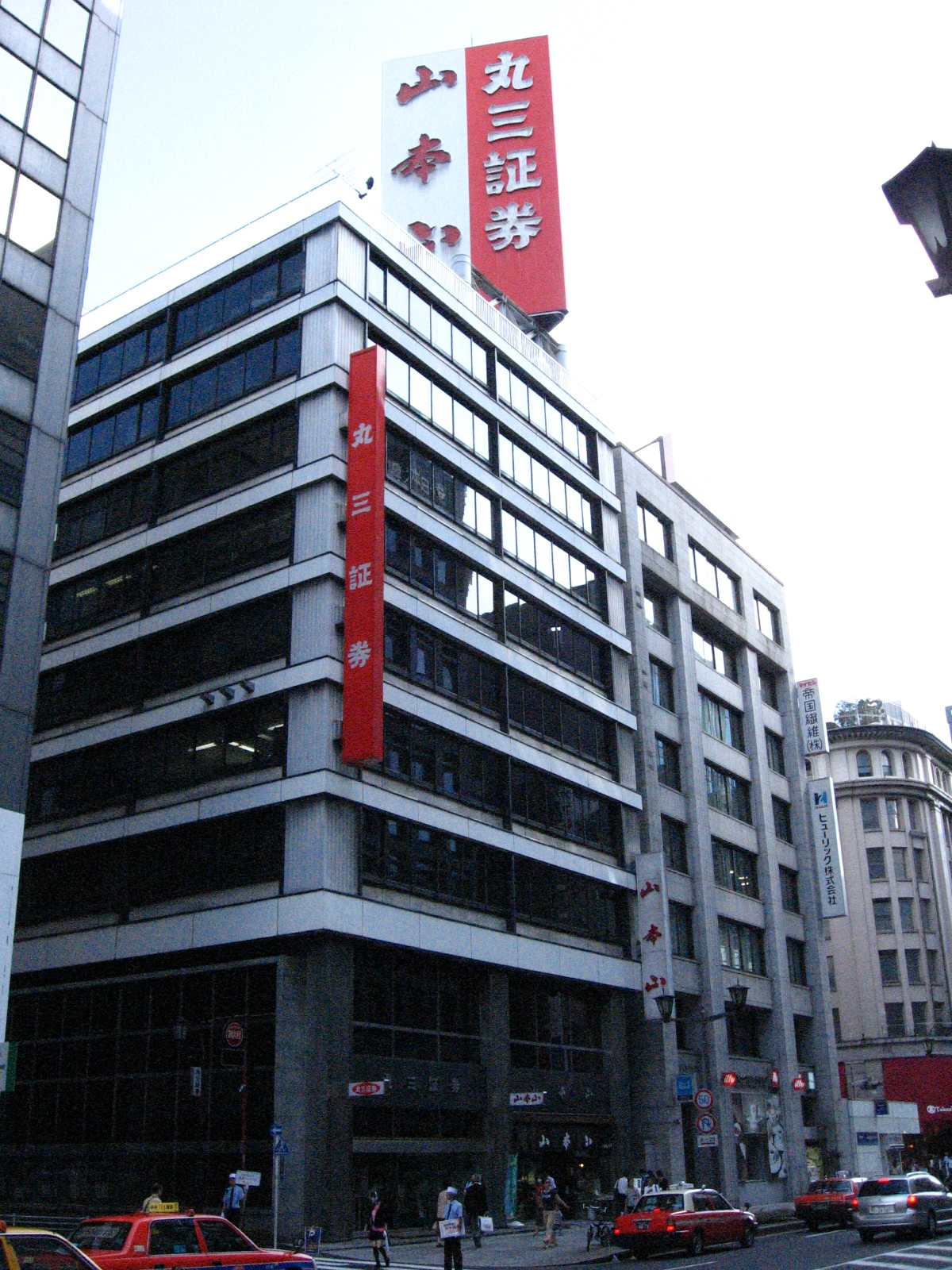
旧本社・本店営業部[注 1]
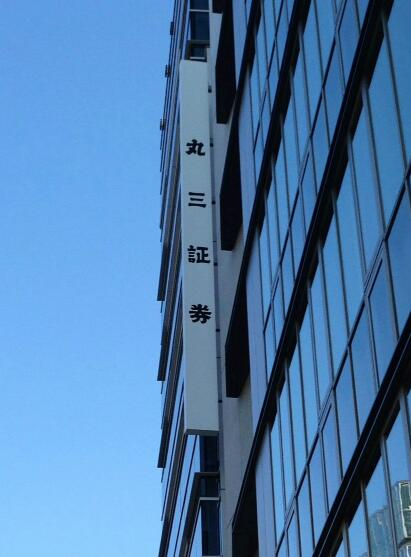
丸三証券看板[注 2]